# Kvintet

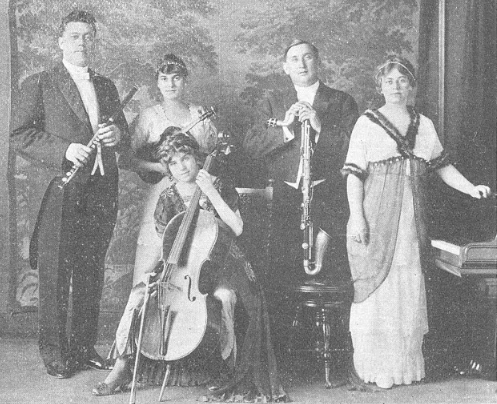
Orchestrální kvintet 'Smith-Spring-Holmes Orchestral Quintet'. Na fotce: Freida Bethig (housle), Lotus Flower Spring (violoncello), Coyla May Spring (piano), Guy Earl Holmes (flétna) a Clay Smith (basový klarinet). Foto z roku 1915.

Kvinteto je označení pro hudební těleso o pěti prvcích nebo pro skladbu o pěti hlasech, kvintet pak označuje hudební skladbu pro takový počet hlasů.
Vokální kvintety jsou nejčastěji psány pro seskupení hlasů soprán, alt, tenor, baryton, bas.

## Druhy těles
Nevokální hudební tělesa bývají správněji označována jako kvinteto.
Dechové kvinteto hraje ve složení v obsazení flétna, hoboj, klarinet, lesní roh a fagot. Ač by se mohlo zdát, že dechové kvinteto je složeno pouze z dřevěných nástrojů, zahrnuje také lesní roh. Ten je pro svou vhodnou zvukovou barvu součástí jak dechového, tak žesťového kvinteta. Jedním z prvních autorů dechových kvintetů byl český skladatel Antonín Rejcha (od roku 1811).
Kromě lesního rohu tvoří žesťové kvinteto zpravidla dvě trubky, pozoun a tuba (lze se setkat i s obsazeními: 3 trubky, pozoun a tuba nebo 2 trubky, 2 pozouny a tuba; nejběžnější však je příklad výše uvedený.)
Klavírní kvinteto tvoří klavír a smyčcové kvarteto.